# Psaenythia comma
Psaenythia comma is een vliesvleugelig insect uit de familie Andrenidae. De wetenschappelijke naam van de soort is voor het eerst geldig gepubliceerd in 1907 door Schrottky.